# Madison (gruppo musicale svedese)
I Madison sono stati un gruppo musicale hair metal svedese formatosi nel 1983.

## Formazione

### Ultima
- Peter Sandberg – voce (1989)
- Anders Karlson – chitarra (1983-1989)
- Mikael Myllynen (Mike Moon) – chitarra (1984-1989)
- Conny Sundquist – basso (1983-1989)
- Peter Fredrickson – batteria (1983-1989)

### Ex componenti
- Göran Edman – voce (1983-1987)
- Dan Stomberg – chitarra (1983-1984)

## Discografia

### Album in studio
- 1984 – Diamond Mistress
- 1986 – Best in Show

### Singoli
- 1984 – Lay Down Your Arms
- 1986 – Give It Back
- 1986 – Shine
- 1989 – Northern Lights

### EP
- 1986 – The Tale